# Chionothrix
Chionothrix là chi thực vật có hoa trong họ Amaranthaceae.